# Villa Sonnwend

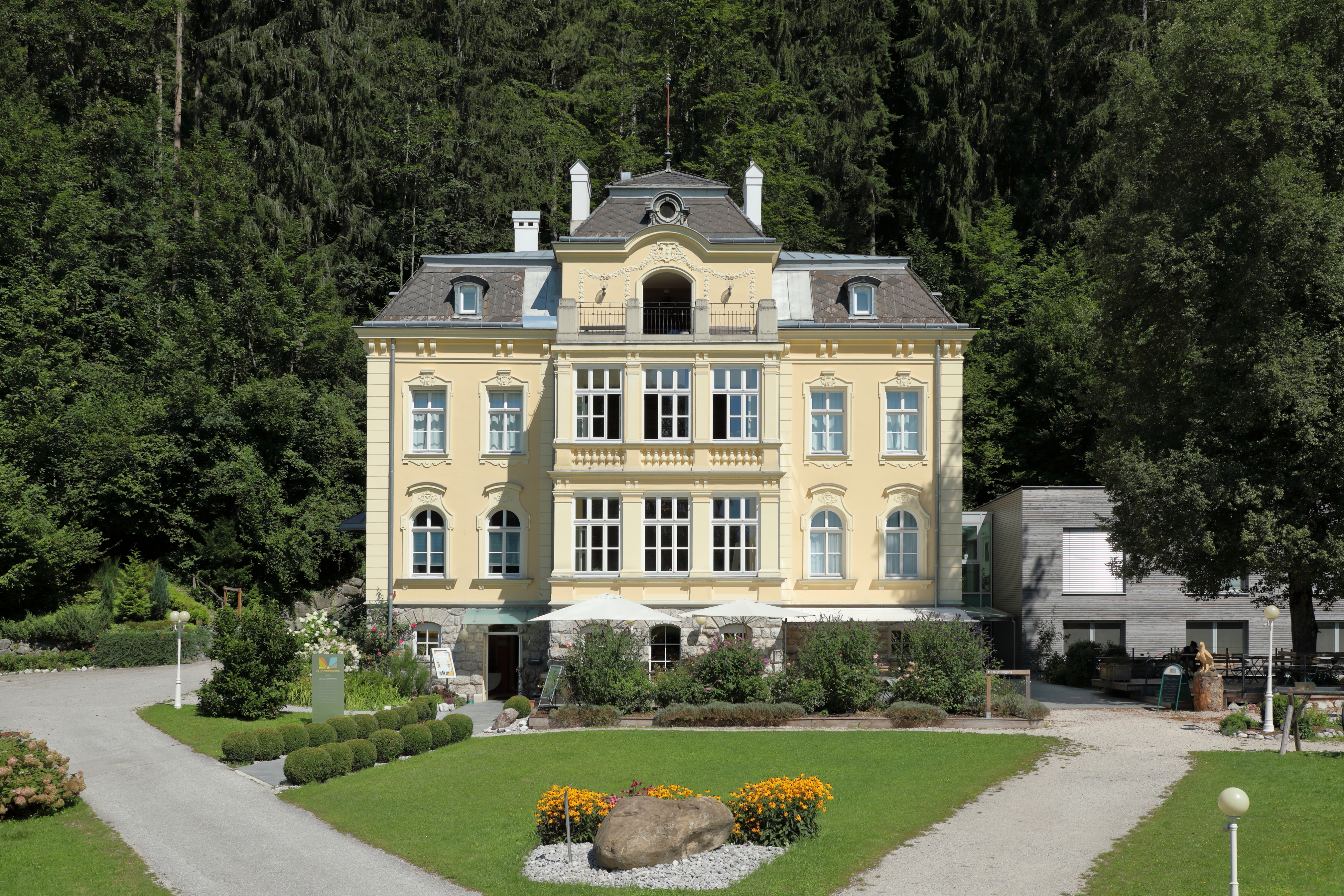
Villa Sonnwend

Die Villa Sonnwend ist ein Jugendstil-Gebäude in der Gemeinde Roßleithen nahe Windischgarsten im Bezirk Kirchdorf in Oberösterreich. Die Villa wurde 1907/08 errichtet und beherbergt seit 2003 ein Hotel und Seminarzentrum des Nationalparks Kalkalpen. Die Villa steht unter Denkmalschutz (Listeneintrag).

## Lage
Die Villa Sonnwend liegt südlich des Sonnwendkogels am Fuße des Sengsengebirges. Eine 400 Meter lange Kastanien-Allee führt von der Villa zum Salzabach.

## Geschichte
Ein „Mayr im Hof“ wurde erstmals im Jahr 1199 im Urbar des Stiftes Kremsmünster erwähnt. Zum Bauernhof im Besitz des Stiftes gehörte auch die 4 Kilometer nordöstlich gelegene Mayr-Alm (1411 m) südlich des Mayrwipfls. In Folge der Revolution von 1848/1849 kam das Gut in bäuerlichen Besitz.
Am 26. September 1907 kaufte Franz Freiherr von Frankenstein das verschuldete Gut „Mayr im Hof“ und ließ die Jugendstil-Villa genau an jener Stelle erbauen, an der die Sonne im Garstnertal zur Wintersonnenwende (Weihnachten) am längsten scheint.
Im Jahr 1935 erwarben Adolf und Maria Wiesinger das Gebäude, das 1949 zum Betrieb einer Melkerschule an die Oberösterreichische Landwirtschaftskammer verpachtet wurde. 1955 erwarb das Land Oberösterreich die Liegenschaft. 1969 bis 1984 nutzte der „Verein zur Förderung der österreichischen Jugend“ das Gebäude als Ferien- und Erholungsheim, danach wurde es von der Lebenshilfe Österreich genutzt.
2001 erwarb die Nationalpark O.ö. Kalkalpen Ges.m.b.H. die Villa Sonnwend vom Land Oberösterreich und führte den Ausbau zum Seminarhaus durch.

## Freizeit
Die Villa Sonnwend ist Ausgangspunkt für das vielfältige Nationalpark-Programm von geführten Wanderungen bis zu Wochenangeboten. Von der Villa führt ein Wanderweg durch das Veichltal zum Naturdenkmal Tannguter Lacke und zum Radinger Moor.